# Anne French Hector

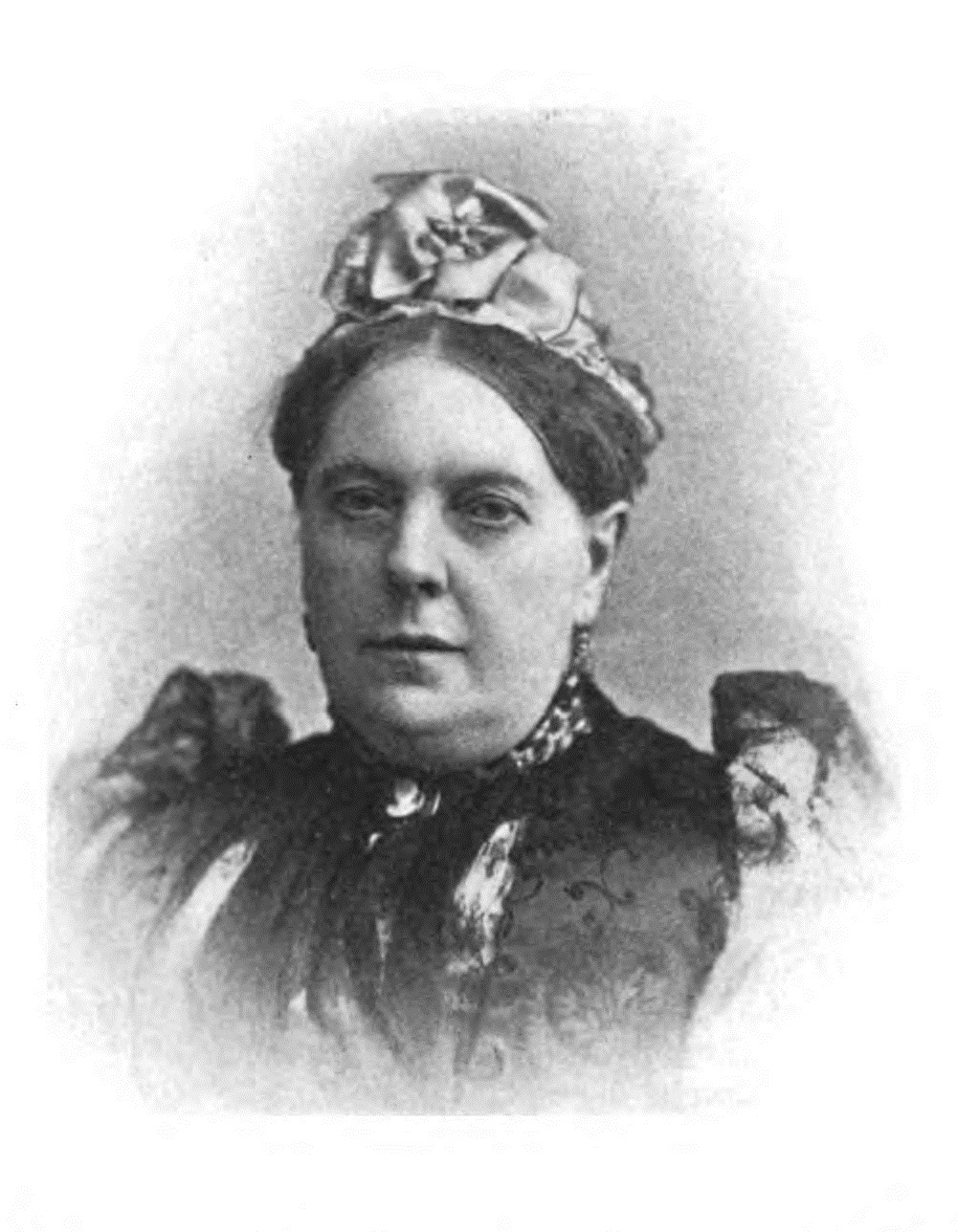
Anne French Hector

Anne French Hector (* 23. Juni 1825 in Dublin; † 10. Juli 1902 in London) war eine irische Schriftstellerin, bekannt unter ihrem Pseudonym Mrs. Alexander.

## Leben
Anne Hector war die Tochter des Solicitors Robert French und dessen Ehefrau Anne Malone. Ihr Vater gehörte entfernt zur Familie French of Frenchpark im County Roscommon (→Baron de Freyne). Väterlicherseits war sie u. a. verwandt mit dem Lyriker Charles Wolfe (1791–1823), mütterlicherseits  mit dem Schriftsteller Edmond Malone (1741–1812). Ihre Erziehung erfuhr Hector durch Gouvernanten und auch durch einen Hauslehrer.
Nach dem Zehnt-Krieg kam die Familie French in wirtschaftliche Schwierigkeiten und zu Beginn der großen Hungersnot in Irland wanderte die Familie aus und versuchte erst in Chester (Cheshire) und dann in Saint Helier (Jersey) wieder Fuß zu fassen. 1846 ließ sich die Familie in London nieder. Über ihren Vater machte sie die Bekanntschaft des Abenteurers und Entdeckers Alexander Hector (1810–1875), der u. a. John und Richard Lander auf deren Expedition entlang des Nigers begleitete.
Am 15. April 1858 heiratete Anne in London Alexander Hector und hatte mit ihm vier Töchter und einen Sohn. Angeregt durch ihre Gouvernanten hatte Anne bereits einige literarische Versuche unternommen, aber ihr Ehemann verbot ihr jegliche Beschäftigung mit Literatur. In ihrem Bekanntenkreis waren neben Eliza Lynn Linton und Emmeline Pankhurst auch Samuel Carter Hall, der Verleger der Zeitschrift „The Art Journal“ und dessen Ehefrau Anna Maria Hall. Später kam auch der Verleger der „Household Words“ William Henry Willis und dessen Ehefrau dazu.
Ihr Ehemann kränkelte einige Zeit und starb 1875 in London. Nach dem Trauerjahr ging Anne Hector zusammen mit ihren Kindern auf Reisen. Sie verbrachte insgesamt sechs Jahre in Frankreich und Deutschland und ließ sich 1882 in St Andrews (Fife) nieder. 1885 gab sie ihren Wohnsitz in Schottland auf und ging zurück nach London.
Bereits kurz nach dem Tod ihres Ehemanns begann Hector ihre Geschichten zu veröffentlichen. Ihre literarischen Werke überzeugten Kritiker und Leser und bald wurde sie zu einer anerkannten und auch wirtschaftlich erfolgreichen Schriftstellerin.
Nach langer Krankheit (Neuritis) starb Anne Hector am 10. Juli 1902 in London und fand ihre letzte Ruhestätte auf dem Kensal Green Cemetery (Kensal Green).

## Trivia
Die National Portrait Gallery (London) besitzt einige Fotografien von Anne Hector, welche aus dem Atelier William Daniel Downey stammen.

## Werke (Auswahl)
Autobiographisches
- A second life. Tauchnitz, Leipzig (3 Bände, englisch)
- Kitty Costello. Tauchnitz, Leipzig 1904 (englisch)

Romane
- Her dearest foe. 1876
  - Deutsch: Ihr ärgster Feind. Engelhorn, Stuttgart 1886 (2 Bände, übersetzt von Athenaea Passow)
- Mona’s choice. Tauchnitz, Leipzig 1887 (2 Bände, englisch)
- For his sake. Tauchnitz, Leipzig 1892 (2 Bände, englisch)
  - Deutsch: Um seinetwillen. Fehsenfeld, Freiburg/B. 1900 (übersetzt von Gertrude Hildebrandt-Eggert)
- The yellow fiend. Tauchnitz, Leipzig 1894 (englisch)
- A choice of evils. Tauchnitz, Leipzig 1894 (2 Bände)
- A fight with fate. Tauchnitz, Leipzig 1896 (2 Bände)
  - Deutsch: Zu Tode gehetzt. Hillger, Berlin 1897 (übersetzt von Gertrude Eggert, illustriert von Martin Ränicke)
- A winning hazard. Tauchnitz, Leipzig 1896.
- Barbara. Lady’s maid and peeress. Tauchnitz, Leipzig 1897 (englisch)
- The cost of her pride. Tauchnitz, Leipzig 1899 (englisch)
- The fire of fortune. Tauchnitz, Leipzig 1900 (englisch)
- A missing hero. Tauchnitz, Leipzig 1901 (englisch)
- Stronger than love. Tauchnitz, Leipzig 1902 (englisch)